# Recycled Plastik
Albums de Plastikman
Sheet One
(1993) Musik
(1994)
Recycled Plastik est le deuxième album de Plastikman, un des pseudonymes de Richie Hawtin, sorti en 1994 sur le label NovaMute.

## Liste des morceaux
| 1.    | Krakpot       | 11:13 |
| 2.    | Elektrostatik | 9:59  |
| 3.    | Spaz          | 7:41  |
| 4.    | Gak (Remix)   | 6:52  |
| 5.    | Naturalistik  | 4:39  |
| 6.    | Spastik       | 9:19  |
| 49:43 |               |       |